# Casa de Hippolytus

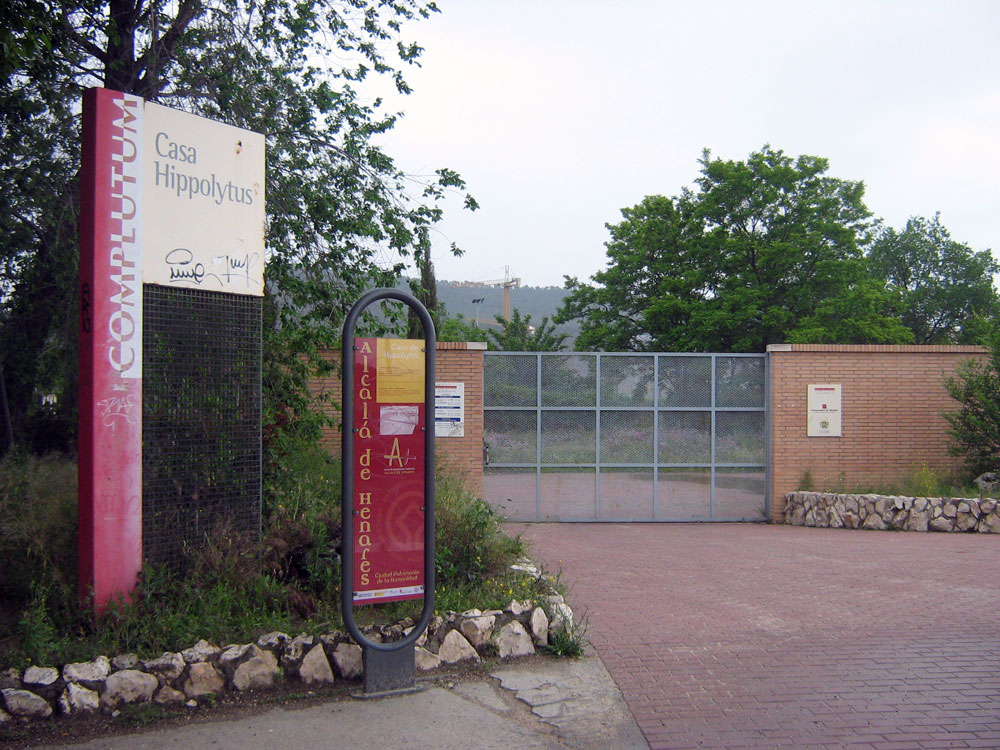
Acceso al museo.

La Casa de Hippolytus es un yacimiento arqueológico musealizado ubicado en la ciudad madrileña de Alcalá de Henares. Forma parte de la ciudad romana de Complutum.

## Contexto histórico
El Valle del Henares vive una etapa enmarcado dentro del Imperio romano, en un periodo que probablemente se inicia en el siglo I a. C., y que se extiende hasta el final de la Edad Antigua, en torno al siglo V d. C. En un primer momento la zona vivió turbulencias, pues la antigua Carpetania fue conquistada por los romanos y Complutum, que ya aparece citada en el año 80 a. C., era un punto importante geoestratégicamente por su posicionamiento entre vías primarias y secundarias.
La romanización empezaría en la población preexistente del cerro del Viso, cuyas fortificaciones se reforzarían a la vez que se tendía la red de calzadas. Posteriormente, con la paz de Trajano y de los Antoninos (siglo II), la población comenzará a descender al pie del cerro en busca de una zona con menos declive, más fértil y mejor comunicada. 
El área que acabaría ocupando la ciudad de Complutum, donde se enmarca la Casa de Hippolytus sería la siguiente: desde la ladera del cerro del Viso hasta la actual nacional II (en la dirección norte-sur), y desde el río Torote hasta las puertas de Madrid y Santa Ana (en dirección este-oeste). Ello no excluye la existencia de edificaciones alejadas del casco urbano, como la villa que se descubrió en 1970 en el barrio denominado "El Val".

## Descripción
Lo que hoy se conoce como Casa de Hippolytus fue, en la antigüedad, la sede del Colegio de Jóvenes de Complutum. Es interesante desde el punto de vista del estudio de la cultura del momento, pues todas las estructuras documentadas en el edificio pertenecen al campo del ocio. 
En la sala de mayor tamaño, que hacía las veces de distribuidor, aparece un mosaico de gran tamaño que presenta una escena de pesca. La obra está firmada por Hippolytus, un maestro musivario de origen posiblemente norteafricano -se señala el actual Túnez como lugar más factible-, y fue realizada para una de las familias más importantes de la ciudad.

## Musealización
La musealización del yacimiento se presenta como pionera dentro de la Comunidad de Madrid, pues es uno de los pocos enclaves visitables en dicha región. La Casa de Hippolytus, como tal, ha sido envuelta por un edificio que la musealiza a través de pasarelas en un nivel superior que permiten una perspectiva en altura.
La parte central de la visita es el "mosaico de los peces". Sin embargo, la cartelería del yacimiento ofrece información acerca de aspectos diversos del mundo romano, como el urbanismo, la pintura o el ocio. Se pueden ver estancias, mosaicos y pinturas.